# 대전글꽃초등학교
대전글꽃초등학교는 대한민국 대전광역시 중구 문화동에 있는 공립 초등학교이다.

## 학교 연혁
- 2006. 01. 14 대전글꽃초등학교 설립 인가
- 2007. 01. 25 공사준공(총사업비: 66억 18백만원)
- 2007. 03. 01 대전글꽃초등학교 개교, 초대 강희석 교장 취임, 30학급 편성(특수 1학급), 유치원 2학급 편성
- 2007. 05. 06 개교기념식
- 2008. 02. 19 제1회 졸업장 수여식(157명)
- 2008. 03. 01 37학급 편성(특수 1학급), 유치원 2학급 편성
- 2008. 03. 03 2008학년도 입학식(7학급, 220명)
- 2008. 10. 04 글꽃도서관 개관
- 2009. 02. 13 제2회 졸업장 수여식(161명)
- 2009. 03. 01 40학급 편성(특수 1학급), 유치원 2학급 편성
- 2009. 12. 22 2009학년도 학교평가 우수학교 선정 교육과학기술부 장관 표창
- 2010. 02. 12 제3회 졸업장 수여식(169명)
- 2010. 03. 01 44학급 편성(특수 2학급), 유치원 2학급 편성
- 2010. 12. 27 2010학년도 교육활동 우수학교 공모 대전광역시 교육감 표창
- 2011. 02. 19 제4회 졸업장수여식(200명)
- 2011. 03. 01 2대 윤석희 교장 취임, 44학급 편성(특수2학급), 유치원 2학급 편성
- 2011. 03. 01~ 공주교육대학교 대용부설초등학교 운영
- 2012. 02. 01 2011학년도 학교평가 최우수학교 선정 대전광역시교육감 표창
- 2012. 02. 18 제5회 졸업장 수여식(220명)
- 2012. 03. 01 44학급 편성(특수 2학급), 유치원 2학급 편성
- 2013. 02. 15 제6회 졸업장 수여식(222명)
- 2013. 03. 04 44학급 편성(특수 2학급), 유치원 2학급 편성
- 2014. 02. 14 제7회 졸업장 수여식(215명)
- 2014. 03. 03 3대 심영춘 교장 취임, 46학급 편성(특수 2학급), 유치원 2학급 편성
- 2015. 02. 13 제8회 졸업장 수여식(209명)
- 2015. 03. 02 46학급 편성(특수 2학급), 유치원 2학급 편성

## 참고 자료
- 대전글꽃초등학교 - 한국교육학술정보원 학교알리미